# 4eva N a Day
4eva N a Day — мікстейп американського репера й хіп-хоп продюсера Big K.R.I.T., виданий для безкоштовного завантаження 5 березня 2012 р. 1 лютого 2012 оприлюднили трек «Boobie Miles». На нього існує відеокліп.
У жовтні 2014 Nature Sounds випустили King Remembered in Time, K.R.I.T. Wuz Here, 4eva N a Day та Return of 4Eva на вінилі, касетах і CD як бокс-сет The Underground Edition.

## Список пісень
Усі треки спродюсував Big K.R.I.T.
| #   | Назва                  | Тривалість |
| --- | ---------------------- | ---------- |
| 1.  | «8:04 AM»              | 0:31       |
| 2.  | «Wake Up»              | 2:46       |
| 3.  | «Yesterday»            | 2:33       |
| 4.  | «Boobie Miles»         | 3:25       |
| 5.  | «4evaNaDay» (Theme)    | 3:06       |
| 6.  | «Me and My Old School» | 3:50       |
| 7.  | «1986»                 | 3:14       |
| 8.  | «Country Rap Tunes»    | 3:12       |
| 9.  | «Sky Club»             | 3:19       |
| 10. | «Red Eye»              | 2:45       |
| 11. | «Down & Out»           | 3:29       |
| 12. | «Package Store»        | 3:41       |
| 13. | «Temptation»           | 3:19       |
| 14. | «Handwriting»          | 3:33       |
| 15. | «Insomnia»             | 4:04       |
| 16. | «5:04 AM»              | 0:27       |
| 17. | «The Alarm»            | 2:43       |

## 4evaNaDay: Road Less Traveled Edition
10 квітня 2012 на iTunes випустили мініальбом 4evaNaDay: Road Less Traveled Edition. Він містив 3 пісні з мікстейпу та 2 нових треки.
| #  | Назва          | Тривалість |
| -- | -------------- | ---------- |
| 1. | «Boobie Miles» | 3:27       |
| 2. | «Man on Fire»  | 3:00       |
| 3. | «Sideline»     | 2:39       |
| 4. | «Insomnia»     | 4:02       |
| 5. | «Red Eye»      | 2:49       |

## Семпли
- «Yesterday» містить семпл з «Seeing You» у вик. Джорджа Дюка
- «Boobie Miles» містить семпл з «Morning Tears» у вик. MFSB
- «4EvaNaDay (Theme)» містить семпл з «Ain't Understanding Mellow» у вик. Джеррі Батлера та Бренди Лі Іґер
- «Me and My Old School» містить семпл з «Mother's Theme (Mama)» у вик. Віллі Гатча
- «1986» містить семпл з «Woman's Gotta Have It» у вик. Боббі Вомака
- «Sky Club» містить семпл з «Like a Tattoo» у вик. Sade
- «Red Eye» містить семпл з «Amen, Brother» у вик. The Winstons
- «Down & Out» містить семпл з «Bridge Through Time» у вик. Лонні Лістон Сміта
- «Temptation» містить семпл з «The New Style» у вик. Beastie Boys
- «Handwriting» містить семпл з «The Handwriting Is on the Wall» у вик.Енн Піблс
- «The Alarm» містить семпл з «Do What You Wanna Do» у вик. The Dramatics

## Учасники
- Big K.R.I.T. — зведення, аранжування
- Джонні Шайпс — виконавчий продюсер, менеджмент, A&R
- Sha Money XL — виконавчий продюсер, A&R
- Стів-Ді — маркетинг
- Джен Макденіелс — менеджмент
- Майк Гартнетт — гітара
- Віллі Бі — саксофон
- Ральф Каччуррі — зведення